# Proplatycnemis longiventris
Proplatycnemis longiventris – gatunek ważki z rodziny pióronogowatych (Platycnemididae). Znany tylko z okazu typowego zebranego nad rzeką Sambirano w północnym Madagaskarze w 1933 lub 1934 roku.